# Nodeulseom
Nodeulseom (en coreano: 노들섬) es una isla artificial en el río Han en Seúl, Corea del Sur. La isla está deshabitada y está situada al este de la isla más grande de Yeouido. El puente Hangang pasa directamente sobre la isla.
El puente Indo que era utilizado para atravesar el río Han, cruzando Nodeulseom, fue destruido por los militares de EE. UU. en la guerra de Corea para evitar que Corea del Norte hiciera uso de él.